# Resolució 1380 del Consell de Seguretat de les Nacions Unides
La Resolució 1380 del Consell de Seguretat de les Nacions Unides, adoptada per unanimitat el 27 de novembre de 2001 després de reafirmar totes les resolucions anteriors del Sàhara Occidental, inclosa la 1359, el Consell va ampliar el mandat de la Missió de Nacions Unides pel Referèndum al Sàhara Occidental (MINURSO) fins al 28 de febrer de 2001.
El mandat de la MINURSO es va estendre per permetre un temps addicional per a les consultes sobre la solució del problema per James Baker amb el Marroc i el Front Polisario.
Es va demanar al secretari general Kofi Annan informés al Consell de desenvolupaments significatius abans del 15 de gener de 2002 i que proporcionés una avaluació de la situació abans del 18 de febrer de 2002.